# Liste der Wilderness Areas in Alaska
Die Liste der Wilderness Areas in Alaska enthält alle Wilderness Areas in Alaska, die im Geographic Names Information System (GNIS) des United States Geological Survey gelistet sind.
Ein Wilderness Area ist in den Vereinigten Staaten ein Naturschutzgebiet, das grundsätzlich von menschlichen Eingriffen unbeeinflusst ist und dauerhaft vor ihnen geschützt werden soll.
Die Gesamtfläche der Wilderness Areas in Alaska beträgt 228.941 km² und damit 52 % der gesamten Wilderness-Fläche in den Vereinigten Staaten. Die größte Wilderness Area (Wrangell-St. Elias Wilderness mit 36.740 km²) und die größte zusammenhänge Fläche mehrerer Einheiten (Noatak und Gates of the Arctic Wilderness mit zusammen 51.570 km²) liegen in Alaska. Ebenso die fünf größten und acht der größten zehn Wilderness Areas der USA.
| Name                                             | Region                            | innerhalb oder Teil von …                 | Fläche                       | Lage                    | GNIS   |
| ------------------------------------------------ | --------------------------------- | ----------------------------------------- | ---------------------------- | ----------------------- | ------ |
| Aleutian Islands Wilderness                      | Aleutians West Census Area        | Aleutian Islands National Wildlife Refuge | 1.300.000 Acres (5.261 km²)  | 52.9025212 172.8859808  | [ 3 ]  |
| Andreafsky Wilderness                            | Kusilvak Census Area              | Yukon Delta National Wildlife Refuge      | 1.300.000 Acres (5.261 km²)  | 62.7464016 -162.3394646 | [ 4 ]  |
| Becharof Wilderness                              | Lake and Peninsula Borough        | Becharof National Wildlife Refuge         | 400.000 Acres (1.619 km²)    | 57.8651407 -155.7459182 | [ 5 ]  |
| Bering Sea Wilderness                            | Bethel Census Area                | Alaska Maritime National Wildlife Refuge  | 81.340 Acres (329 km²)       | 60.3720867 -172.6467898 | [ 6 ]  |
| Bogoslof Wilderness                              | Aleutians West Census Area        |                                           | 175 Acres (1 km²)            | 53.9323212 -168.0388319 | [ 7 ]  |
| Chamisso Wilderness                              | Northwest Arctic Borough          |                                           | 455 Acres (2 km²)            | 66.2183897 -161.8268029 | [ 8 ]  |
| Chuck River Wilderness                           | Petersburg Census Area            | Tongass National Forest                   | 74.873 Acres (303 km²)       | 57.5557 -133.3258154    | [ 9 ]  |
| Coronation Island Wilderness                     | Prince of Wales-Hyder Census Area |                                           | 19.114 Acres (77 km²)        | 55.8744971 -134.2419214 | [ 10 ] |
| Denali Wilderness                                | Denali Borough                    | Denali-Nationalpark                       | 2.124.783 Acres (8.599 km²)  | 63.358495 -150.5023785  | [ 11 ] |
| Endicott River Wilderness                        | Haines Borough                    | Tongass National Forest                   | 98.396 Acres (398 km²)       | 58.772403 -135.5242418  | [ 12 ] |
| Forrester Island Wilderness                      | Prince of Wales-Hyder Census Area |                                           | 2.832 Acres (11 km²)         | 54.8013534 -133.5288833 | [ 13 ] |
| Gates of the Arctic Wilderness                   | Yukon-Koyukuk Census Area         | Gates-of-the-Arctic-Nationalpark          | 7.167.192 Acres (29.005 km²) | 67.7835968 -153.3662679 | [ 14 ] |
| Glacier Bay Wilderness                           | Hoonah-Angoon Census Area         | Glacier-Bay-Nationalpark                  | 2.664.876 Acres (10.784 km²) | 58.8289667 -136.8369114 | [ 15 ] |
| Hazy Island Wilderness                           | Prince of Wales-Hyder Census Area |                                           | 32 Acres (0 km²)             | 55.8689829 -134.5711045 | [ 16 ] |
| Innoko Wilderness                                | Yukon-Koyukuk Census Area         | Innoko National Wildlife Refuge           | 1.240.000 Acres (5.018 km²)  | 63.0749137 -158.3114704 | [ 17 ] |
| Izembek Wilderness                               | Aleutians East Borough            | Izembek National Wildlife Refuge          | 307.982 Acres (1.246 km²)    | 55.3335611 -162.391945  | [ 18 ] |
| Karta River Wilderness                           | Prince of Wales-Hyder Census Area |                                           | 39.917 Acres (162 km²)       | 55.5644143 -132.7230423 | [ 19 ] |
| Katmai Wilderness                                | Lake and Peninsula Borough        | Katmai-Nationalpark                       | 3.384.358 Acres (13.696 km²) | 58.5384452 -154.9497304 | [ 20 ] |
| Kenai Wilderness                                 | Kenai Peninsula Borough           | Kenai National Wildlife Refuge            | 1.354.247 Acres (5.480 km²)  | 60.1938062 -150.5116123 | [ 21 ] |
| Kobuk Valley Wilderness                          | Northwest Arctic Borough          | Kobuk-Valley-Nationalpark                 | 174.545 Acres (706 km²)      | 67.0255607 -158.9619439 | [ 22 ] |
| Kootznoowoo Wilderness                           | Hoonah-Angoon Census Area         | Admiralty Island National Monument        | 971.480 Acres (3.931 km²)    | 57.6418496 -134.3458859 | [ 23 ] |
| Koyukuk Wilderness                               | Yukon-Koyukuk Census Area         | Koyukuk National Wildlife Refuge          | 400.000 Acres (1.619 km²)    | 65.6504588 -157.3324956 | [ 24 ] |
| Kuiu Wilderness                                  | Prince of Wales-Hyder Census Area | Tongass National Forest                   | 60.175 Acres (244 km²)       | 56.2670887 -134.1844136 | [ 25 ] |
| Lake Clark Wilderness                            | Kenai Peninsula Borough           | Lake-Clark-Nationalpark                   | 2.619.550 Acres (10.601 km²) | 60.6362375 -153.3400752 | [ 26 ] |
| Maurelle Islands Wilderness                      | Prince of Wales-Hyder Census Area |                                           | 4.814 Acres (19 km²)         | 55.6461891 -133.5975313 | [ 27 ] |
| Misty Fjords National Monument Wilderness        | Ketchikan Gateway Borough         | Misty Fjords National Monument            | 2.143.920 Acres (8.676 km²)  | 55.9663381 -131.0784574 | [ 28 ] |
| Mollie Beattie Wilderness                        | North Slope Borough               | Arctic National Wildlife Refuge           | 7.160.000 Acres (28.975 km²) | 69.0160768 -143.2131918 | [ 29 ] |
| Noatak Wilderness                                | Northwest Arctic Borough          | Noatak National Preserve                  | 5.765.427 Acres (23.332 km²) | 68.0653394 -159.5420849 | [ 30 ] |
| Nunivak Wilderness                               | Bethel Census Area                | Yukon Delta National Wildlife Refuge      | 600.000 Acres (2.428 km²)    | 59.9720171 -166.4536092 | [ 31 ] |
| Petersburg Creek-Duncan Salt Chuck Wilderness    | Petersburg Census Area            |                                           | 46.759 Acres (189 km²)       | 56.8547852 -133.1999563 | [ 32 ] |
| Pleasant / Lemusurier / Inian Islands Wilderness | Hoonah-Angoon Census Area         |                                           | 23.079 Acres (93 km²)        | 58.3536715 -135.6359432 | [ 33 ] |
| Russell Fjord Wilderness                         | Yakutat                           | Tongass National Forest                   | 336.248 Acres (1.361 km²)    | 59.7707062 -139.2310965 | [ 34 ] |
| Saint Lazaria Wilderness                         | Sitka                             |                                           | 65 Acres (0 km²)             | 56.9865466 -135.7091958 | [ 35 ] |
| Selawik Wilderness                               | Northwest Arctic Borough          | Selawik National Wildlife Refuge          | 240.000 Acres (971 km²)      | 66.9028272 -159.0391545 | [ 36 ] |
| Semidi Wilderness                                | Kodiak Island Borough             | Alaska Maritime National Wildlife Refuge  | 250.000 Acres (1.012 km²)    | 56.1000012 -156.7500007 | [ 37 ] |
| Simeonof Wilderness                              | Aleutians East Borough            |                                           | 25.855 Acres (105 km²)       | 54.9049885 -159.2699285 | [ 38 ] |
| South Baranof Wilderness                         | Sitka                             | Tongass National Forest                   | 315.832 Acres (1.278 km²)    | 56.7198303 -134.9228522 | [ 39 ] |
| South Etolin Wilderness                          | Wrangell                          | Tongass National Forest                   | 82.589 Acres (334 km²)       | 56.0085437 -132.3018045 | [ 40 ] |
| South Prince of Wales Wilderness                 | Prince of Wales-Hyder Census Area | Tongass National Forest                   | 86.777 Acres (351 km²)       | 54.9011065 -132.3235771 | [ 41 ] |
| Stikine-LeConte Wilderness                       | Wrangell                          | Tongass National Forest                   | 436.058 Acres (1.765 km²)    | 56.7807113 -132.2190184 | [ 42 ] |
| Tebenkof Bay Wilderness                          | Prince of Wales-Hyder Census Area | Tongass National Forest                   | 66.985 Acres (271 km²)       | 56.3602151 -134.1422187 | [ 43 ] |
| Togiak Wilderness                                | Dillingham Census Area            | Togiak National Wildlife Refuge           | 2.274.066 Acres (9.203 km²)  | 59.6363051 -160.1993148 | [ 44 ] |
| Tracy Arm-Fords Terror Wilderness                | Petersburg Census Area            | Tongass National Forest                   | 648.877 Acres (2.626 km²)    | 57.7176576 -133.0654562 | [ 45 ] |
| Tuxedni Wilderness                               | Kenai Peninsula Borough           |                                           | 5.566 Acres (23 km²)         | 60.1433218 -152.5918553 | [ 46 ] |
| Unimak Wilderness                                | Aleutians East Borough            | Alaska Maritime National Wildlife Refuge  | 910.000 Acres (3.683 km²)    | 54.7306372 -164.1247592 | [ 47 ] |
| Warren Island Wilderness                         | Prince of Wales-Hyder Census Area |                                           | 11.560 Acres (47 km²)        | 55.8931165 -133.8916603 | [ 48 ] |
| West Chichagof-Yakobi Wilderness                 | Sitka                             | Tongass National Forest                   | 273.075 Acres (1.105 km²)    | 57.7222652 -136.0998993 | [ 49 ] |
| Wrangell-St. Elias Wilderness                    | Valdez-Cordova Census Area        | Wrangell-St.-Elias-Nationalpark           | 9.078.675 Acres (36.740 km²) | 60.9892228 -143.4435019 | [ 50 ] |